# Fourcigny
Fourcigny est une commune française située dans le département de la Somme, en région Hauts-de-France.

## Géographie

### Localisation
Fourcigny est un village picard entre Vimeu et Amiénois, limitrophe de la Seine-Maritime.
À vol d'oiseau, la localité est située à 5 km à l'est d'Aumale, 10 km de Beaucamps-le-Vieux, 37 km au sud-ouest d'Amiens, 38 km au sud d'Abbeville et à 40 km au nord-ouest de Beauvais.
Le territoire de la commune est limitrophe de ceux de cinq communes.
Les communes limitrophes sont  Escles-Saint-Pierre, Fouilloy, Hescamps, Marlers et Morvillers-Saint-Saturnin.

### Hydrographie
La commune est traversée par la ligne de partage des eaux entre les bassins hydrographiques Artois-Picardie et Seine-Normandie. Elle n'est drainée par aucun cours d'eau.

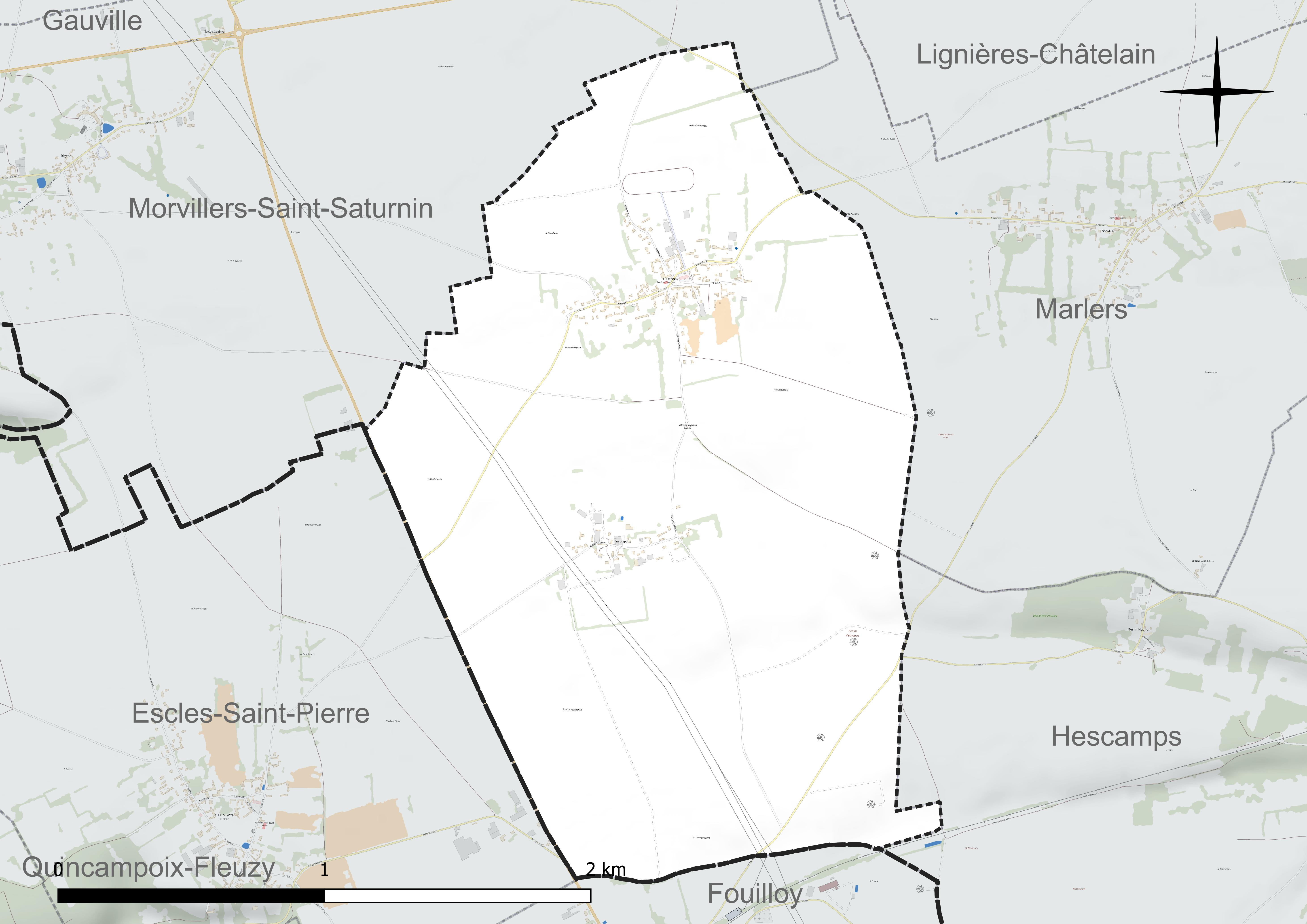
Réseau hydrographique de Fourcigny.

### Climat
Pour des articles plus généraux, voir Climat des Hauts-de-France et Climat de la Somme.
En 2010, le climat de la commune est de type climat océanique altéré, selon une étude du CNRS s'appuyant sur une série de données couvrant la période 1971-2000. En 2020, Météo-France publie une typologie des climats de la France métropolitaine dans laquelle la commune est exposée à un climat océanique et est dans la région climatique Côtes de la Manche orientale, caractérisée par un faible ensoleillement (1 550 h/an) ; forte humidité de l'air (plus de 20 h/jour avec humidité relative > 80 % en hiver), vents forts fréquents.
Pour la période 1971-2000, la température annuelle moyenne est de 9,7 °C, avec une amplitude thermique annuelle de 14 °C. Le cumul annuel moyen de précipitations est de 861 mm, avec 13,1 jours de précipitations en janvier et 8,9 jours en juillet. Pour la période 1991-2020, la température moyenne annuelle observée sur la station météorologique la plus proche, située sur la commune de Saint-Arnoult à 14 km à vol d'oiseau, est de 10,4 °C et le cumul annuel moyen de précipitations est de 797,2 mm,. Pour l'avenir, les paramètres climatiques de la commune estimés pour 2050 selon différents scénarios d'émission de gaz à effet de serre sont consultables sur un site dédié publié par Météo-France en novembre 2022.

## Urbanisme

### Typologie
Au 1er janvier 2024, Fourcigny est catégorisée commune rurale à habitat dispersé, selon la nouvelle grille communale de densité à sept niveaux définie par l'Insee en 2022.
Elle est située hors unité urbaine et hors attraction des villes,.

### Occupation des sols
L'occupation des sols de la commune, telle qu'elle ressort de la base de données européenne d'occupation biophysique des sols Corine Land Cover (CLC), est marquée par l'importance des territoires agricoles (94,5 % en 2018), une proportion identique à celle de 1990 (94,5 %). La répartition détaillée en 2018 est la suivante : 
terres arables (79,2 %), prairies (15,2 %), zones urbanisées (5,5 %). L'évolution de l'occupation des sols de la commune et de ses infrastructures peut être observée sur les différentes représentations cartographiques du territoire : la carte de Cassini (XVIIIe siècle), la carte d'état-major (1820-1866) et les cartes ou photos aériennes de l'IGN pour la période actuelle (1950 à aujourd'hui).

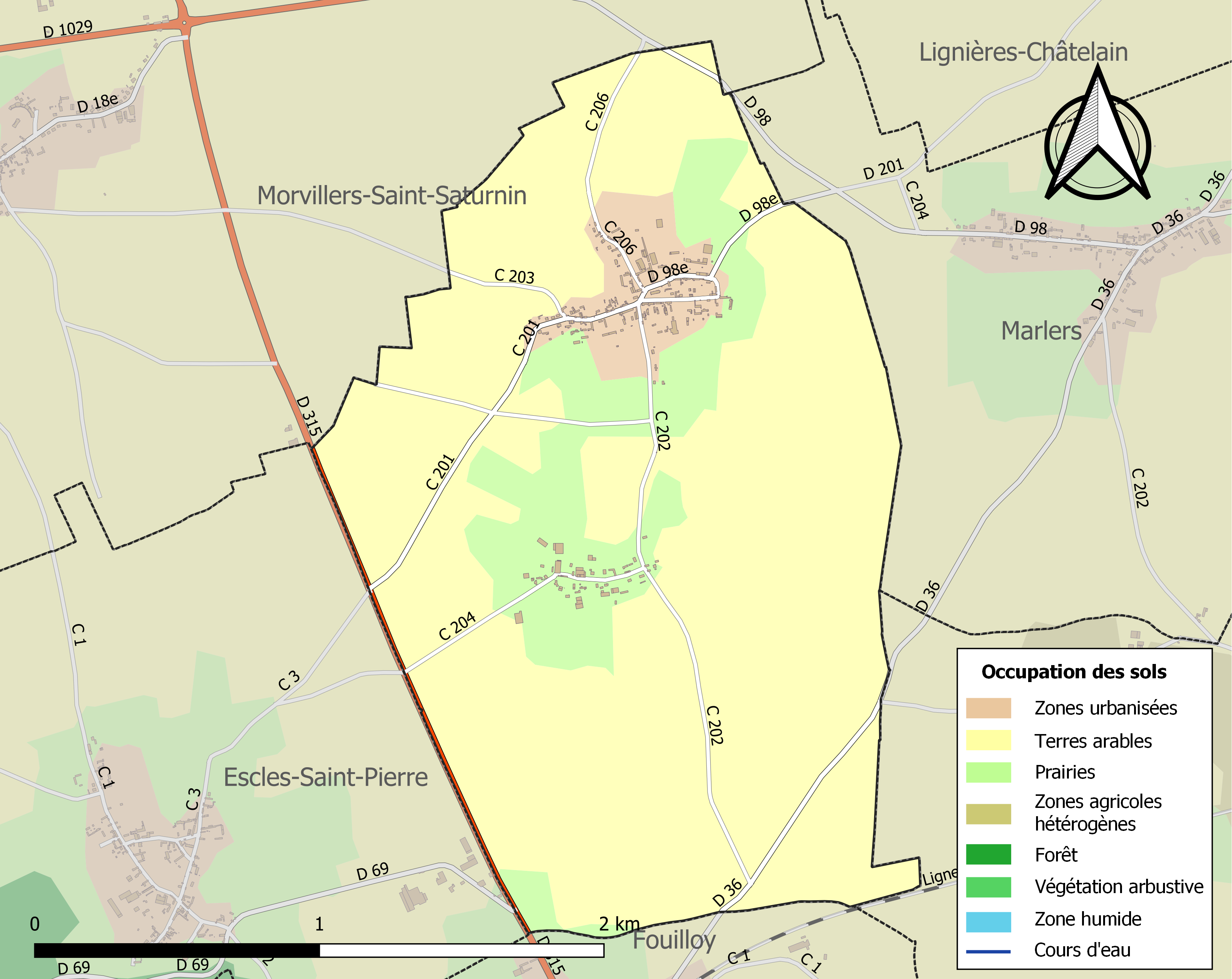
Carte des infrastructures et de l'occupation des sols de la commune en 2018 (CLC).

### Voies de communication et transports
Son territoire est limité à l'ouest par le tracé de l'ex-route nationale 15bis (actuelle RD 915), il est aisément accessible par l'ex-RN 29 (actuelle RD 1029).
En 2019, Fourcigny est desservie par les lignes de bus du réseau Trans'80, chaque jour de la semaine, sauf le dimanche et les jours fériés.

### Lieux-dits, hameaux et écarts
Le hameau de Beaurepaire est rattaché à la commune.

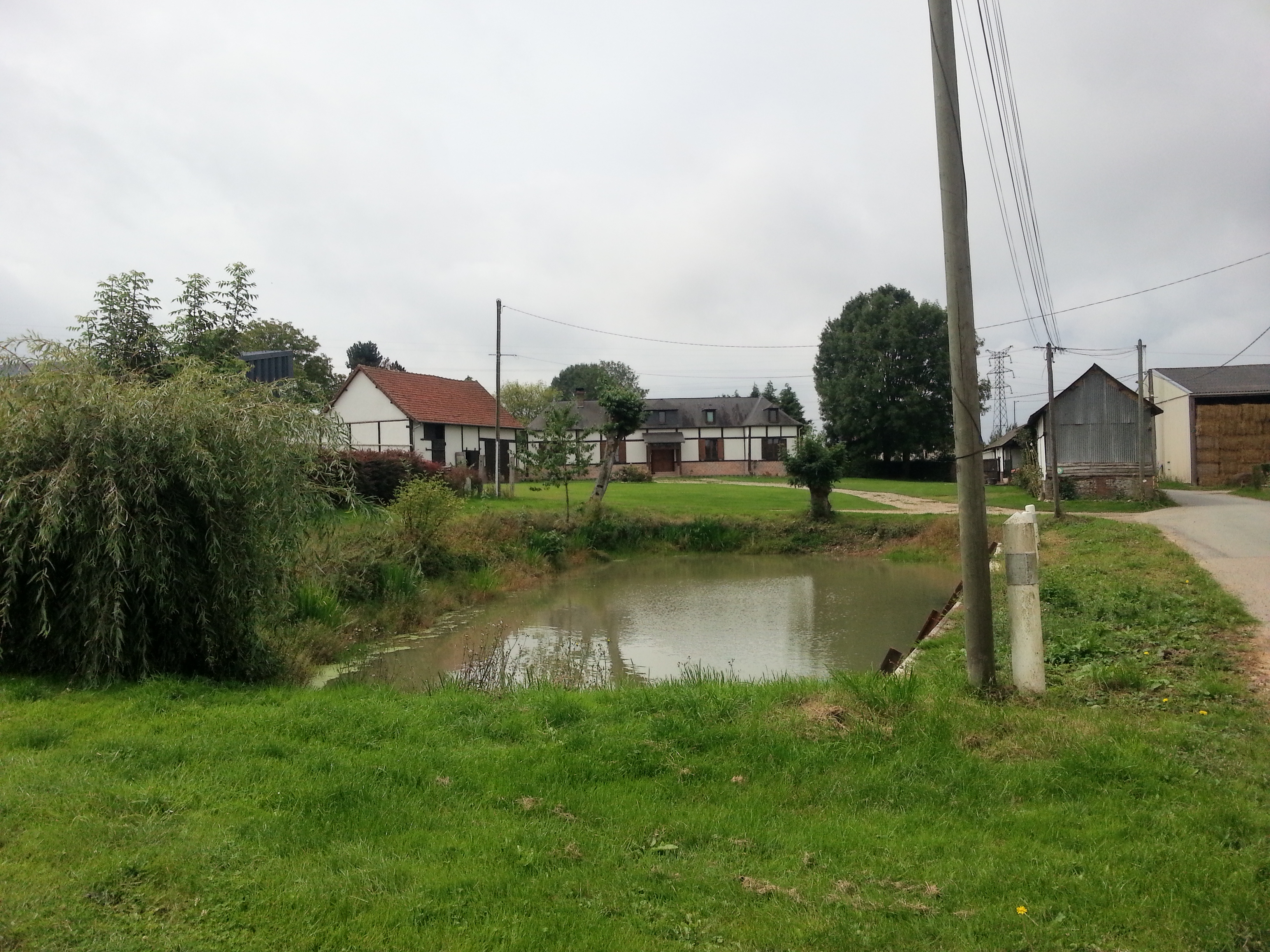
La mare de Beaurepaire.
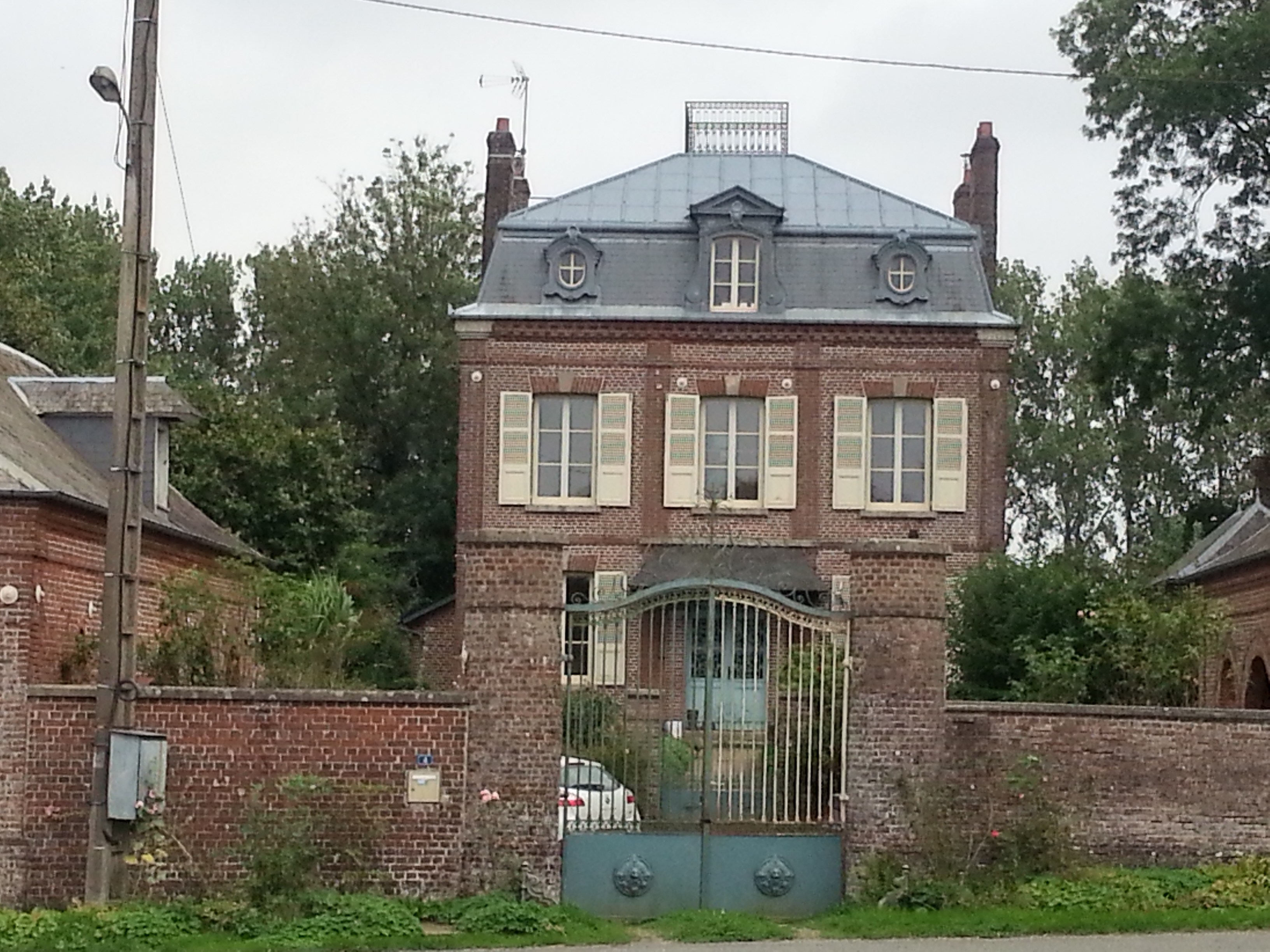
Maison de maître à Beaurepaire.

## Toponymie
Le village a été désigné sous les noms de Forseignies en 1202 ; Fortennies en 1208 ; Forsegnies en 1214 ; Fursini en 1232 ; Forsignies et Foursegnies en 1251 ; Fourcygnies en 1586 ; Foursigny et Foulsigny en 1710 ; Foursigni en 1733 ; Fourcigny en 1729.

## Histoire

### Les Hospitaliers
En 1919, G. Beaurain indiquait  « Fourcigny dut évidemment son origine au voisinage de la voie romaine de Paris à la mer et de l'importante station de Digeon, mais il dut être d'existence fort précaire jusqu'à l'arrivée des Hospitaliers. au début du XIIIe siècle. Il est douteux qu'il ait eu même auparavant autre chose qu'une simple chapelle à l'usage du seigneur et de ses ouvriers agricoles. La maladrerie, dont le nom subsiste dans une rue et un lieu-dit et qui était encore reliée au XVIIIe siècle à l'église voisine de Morvillers, eut sans doute pour fondateurs au XIIIe siècle les Hospitaliers de l'ordre de Saint-Jean de Jérusalem ».
La commanderie hospitalière de Villedieu-la-Montagne détenait la seigneurie jusqu'à la Révolution française.
Sous l'Ancien Régime, Fourcigny relevait : 
- dans l'ordre religieux : Paroisse du doyenné d'Aumale, archidiocèse de Rouen. Le curé de l'église Saint-Jean-Baptiste était présenté par le commandeur de Villedieu-la-Montagne, qui percevait les dîmes des habitants.
- dans l'ordre civil, fiscal et militaire : Sergenterie  d'Aumale ; élection de Neufchâtel-en-Bray, intendance de Rouen, grenier à sel d'Aumale.

## Politique et administration

### Rattachements administratifs et électoraux
La commune se trouve dans l'arrondissement d'Amiens du département de la Somme. Pour l'élection des députés, elle fait partie depuis 2012 de la quatrième circonscription de la Somme.
Elle fait partie depuis 1801 du canton de Poix-de-Picardie. Dans le cadre du redécoupage cantonal de 2014 en France, ce canton, où la commune reste intégrée, est modifié et agrandi.

### Intercommunalité
La commune était membre de la communauté de communes du Sud-Ouest Amiénois (CCSOA), créée en 2004.
Dans le cadre des dispositions de la loi portant nouvelle organisation territoriale de la République du 7 août 2015, qui prévoit que les établissements publics de coopération intercommunale (EPCI) à fiscalité propre doivent avoir un minimum de 15 000 habitants, la préfète de la Somme propose en octobre 2015 un projet de nouveau schéma départemental de coopération intercommunale (SDCI) qui prévoit la réduction de 28 à 16 du nombre des intercommunalités à fiscalité propre du département.
Ce projet prévoit la « fusion des communautés de communes du Sud-Ouest Amiénois, du Contynois et de la région d'Oisemont », le nouvel ensemble de 37 412 habitants regroupant 120 communes,. À la suite de l'avis favorable de la commission départementale de coopération intercommunale en janvier 2016, la préfecture sollicite l'avis formel des conseils municipaux et communautaires concernés en vue de la mise en œuvre de la fusion.
La communauté de communes Somme Sud-Ouest (CC2SO), dont est désormais membre la commune, est ainsi créée au 1er janvier 2017.

### Liste des maires

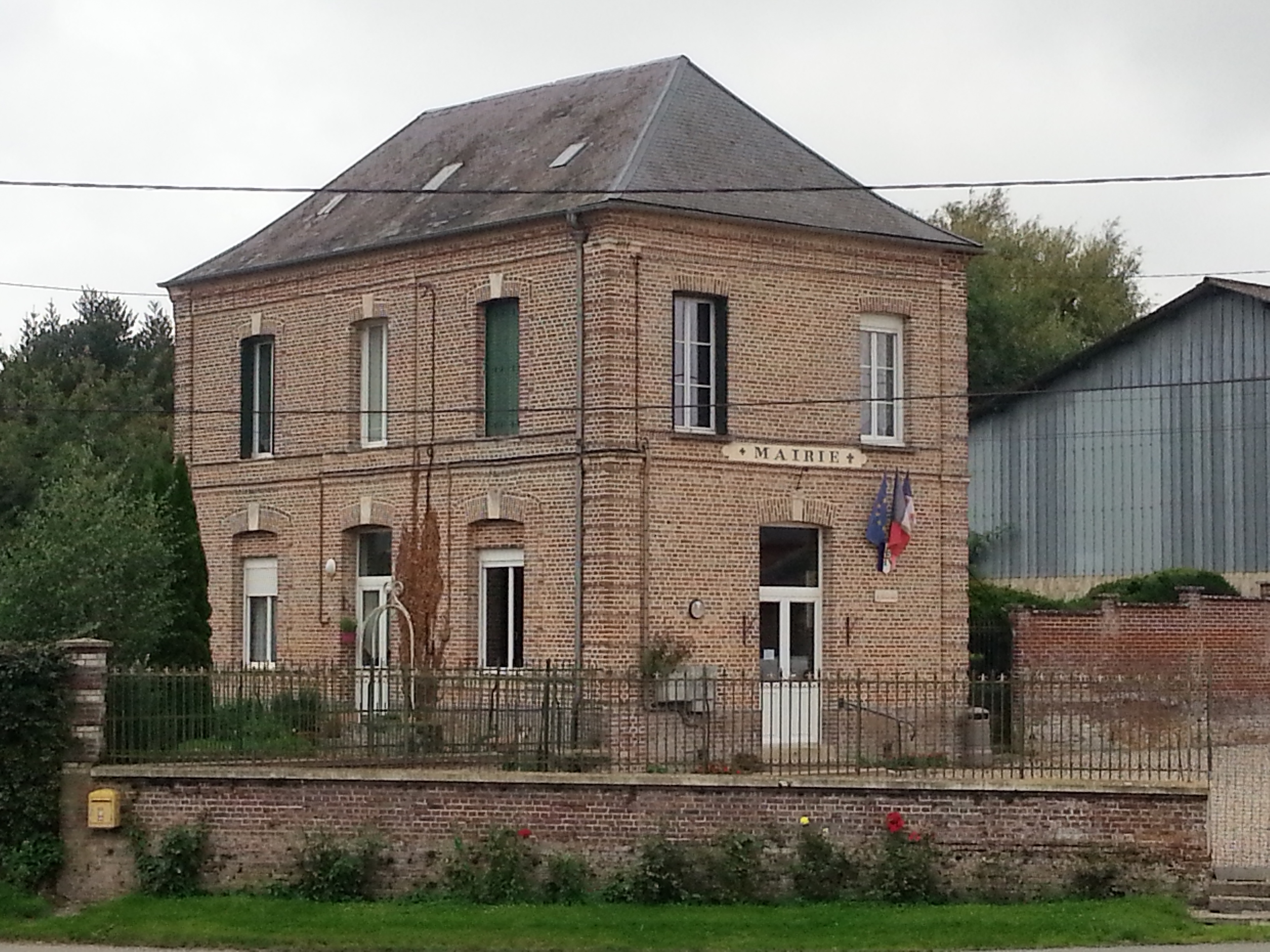
La mairie.

| Période                                  | Période       | Identité           | Étiquette | Qualité                                   |
| ---------------------------------------- | ------------- | ------------------ | --------- | ----------------------------------------- |
| Les données manquantes sont à compléter. |               |                    |           |                                           |
|                                          | juillet 1943  | Georges Lequesnnoy |           | Démissionnaire d'office                   |
| avant 1995                               |               | James Warnault     |           |                                           |
| Les données manquantes sont à compléter. |               |                    |           |                                           |
| mars 2001                                | 2008          | Jean-Marie Devos   |           |                                           |
| mars 2008                                | novembre 2011 | Luc Vandromme      |           | Démissionnaire                            |
| février 2012                             | février 2022  | Joël Guilbert      |           | Réélu pour le mandat 2020-2026, Démission |
| février 2022                             | En cours      | Jack Warnault      |           |                                           |

### Politique de développement durable
La commune se dote en 2021 de quatre nouvelles éoliennes qui s'ajoutent aux six installées auparavant. Les nouveaux appareils, hauts au total de 130 m, ont chacun une puissance de 2,2 MW.
Selon l'entreprise, la totalité du parc permet d'alimenter 10 000 foyers en énergie renouvelable, mais selon certains, la présence de trop nombreux appareils (150 éoliennes recensées dans un rayon de 17 km) amènerait à une saturation visuelle,.

## Population et société

### Démographie

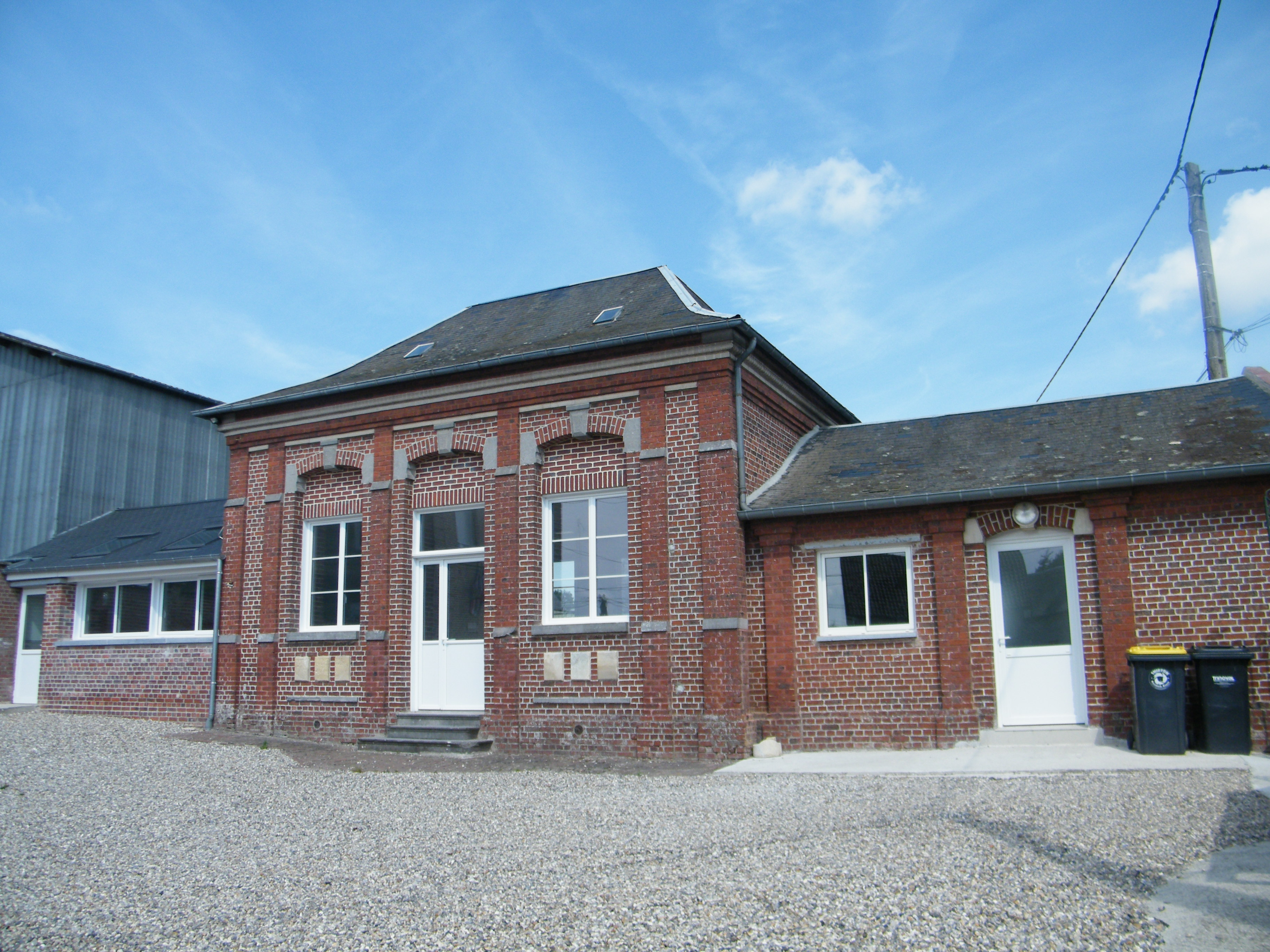
L'école.

L'évolution du nombre d'habitants est connue à travers les recensements de la population effectués dans la commune depuis 1793. Pour les communes de moins de 10 000 habitants, une enquête de recensement portant sur toute la population est réalisée tous les cinq ans, les populations de référence des années intermédiaires étant quant à elles estimées par interpolation ou extrapolation. Pour la commune, le premier recensement exhaustif entrant dans le cadre du nouveau dispositif a été réalisé en 2008.

En 2022, la commune comptait 191 habitants, en évolution de +1,06 % par rapport à 2016 (Somme : −1,26 %, France hors Mayotte : +2,11 %).
| 1793 | 1800 | 1806 | 1821 | 1831 | 1836 | 1841 | 1846 | 1851 |
| ---- | ---- | ---- | ---- | ---- | ---- | ---- | ---- | ---- |
| 218  | 274  | 478  | 266  | 261  | 258  | 263  | 253  | 252  |

| 1856 | 1861 | 1866 | 1872 | 1876 | 1881 | 1886 | 1891 | 1896 |
| ---- | ---- | ---- | ---- | ---- | ---- | ---- | ---- | ---- |
| 234  | 225  | 228  | 220  | 212  | 199  | 188  | 188  | 171  |

| 1901 | 1906 | 1911 | 1921 | 1926 | 1931 | 1936 | 1946 | 1954 |
| ---- | ---- | ---- | ---- | ---- | ---- | ---- | ---- | ---- |
| 181  | 193  | 200  | 186  | 167  | 150  | 145  | 156  | 177  |

| 1962 | 1968 | 1975 | 1982 | 1990 | 1999 | 2006 | 2008 | 2013 |
| ---- | ---- | ---- | ---- | ---- | ---- | ---- | ---- | ---- |
| 163  | 164  | 130  | 131  | 123  | 131  | 166  | 176  | 192  |

| 2018 | 2022 | - | - | - | - | - | - | - |
| ---- | ---- | - | - | - | - | - | - | - |
| 198  | 191  | - | - | - | - | - | - | - |

### Enseignement
Les enfants de la commune sont scolarisés au sein d'un regroupement pédagogique intercommunal qui rassemble les villages de Gauville, Morvillers-Saint-Saturnin, Lignières-Châtelain, Fourcigny et Marlers.

## Culture locale et patrimoine

### Lieux et monuments

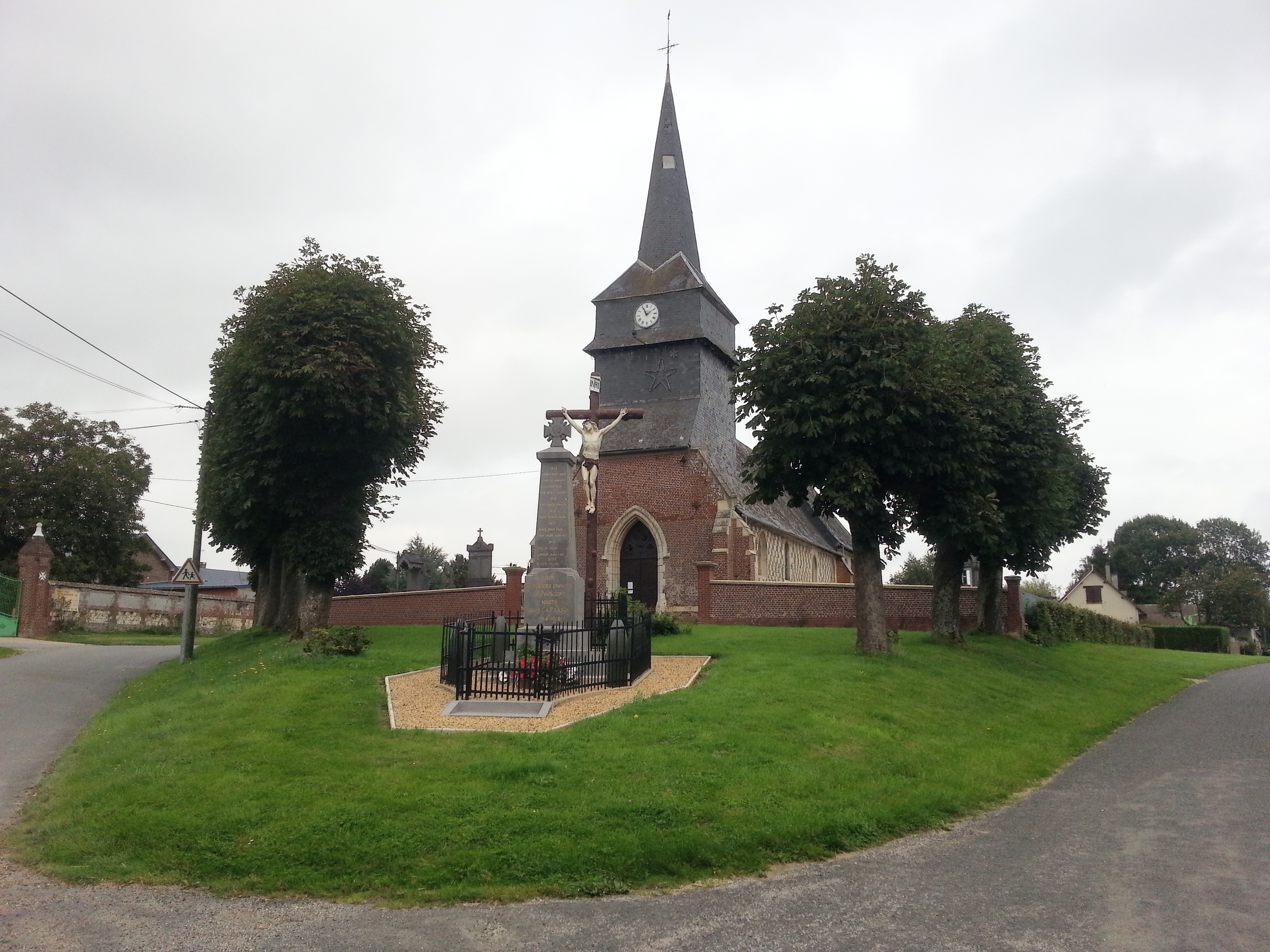
Église Saint-Jean-Baptiste et monument aux morts.

- Église Saint-Jean-Baptiste, du XVIe siècle voûtée en bois[41]. Le mur du côté sud est en damier de silex taillé et de pierres blanches; quelques fenêtres d'un beau profil sont sans remplages.
Elle contient des fonts baptismaux du XIIIe siècle[42] qui rappellent ceux de Fouencamps et Gentelles ; la cuve est maintenue par quatre colonnettes dont les chapiteaux à feuilles de plantain sont alternativement avec et sans crochets[18],[43]. 
L'église est ornée d'un couronnement de la Vierge en bois polychrome du XVIe siècle[44].

- Chapelle Notre-Dame-de-Bonsecours. Sur le chemin de Beaurepaire, érigée au XVIIIe siècle par la famille de Forceville pour héberger, à l'origine, une statuette en grès très ancienne, qui, avant la construction de l'édifice, aurait reposé dans le creux d'un vieux tilleul. En 1919, on signalait un joli retable flamboyant en bois, représentant le couronnement de la Vierge et le Christ ressuscité[18],[45].

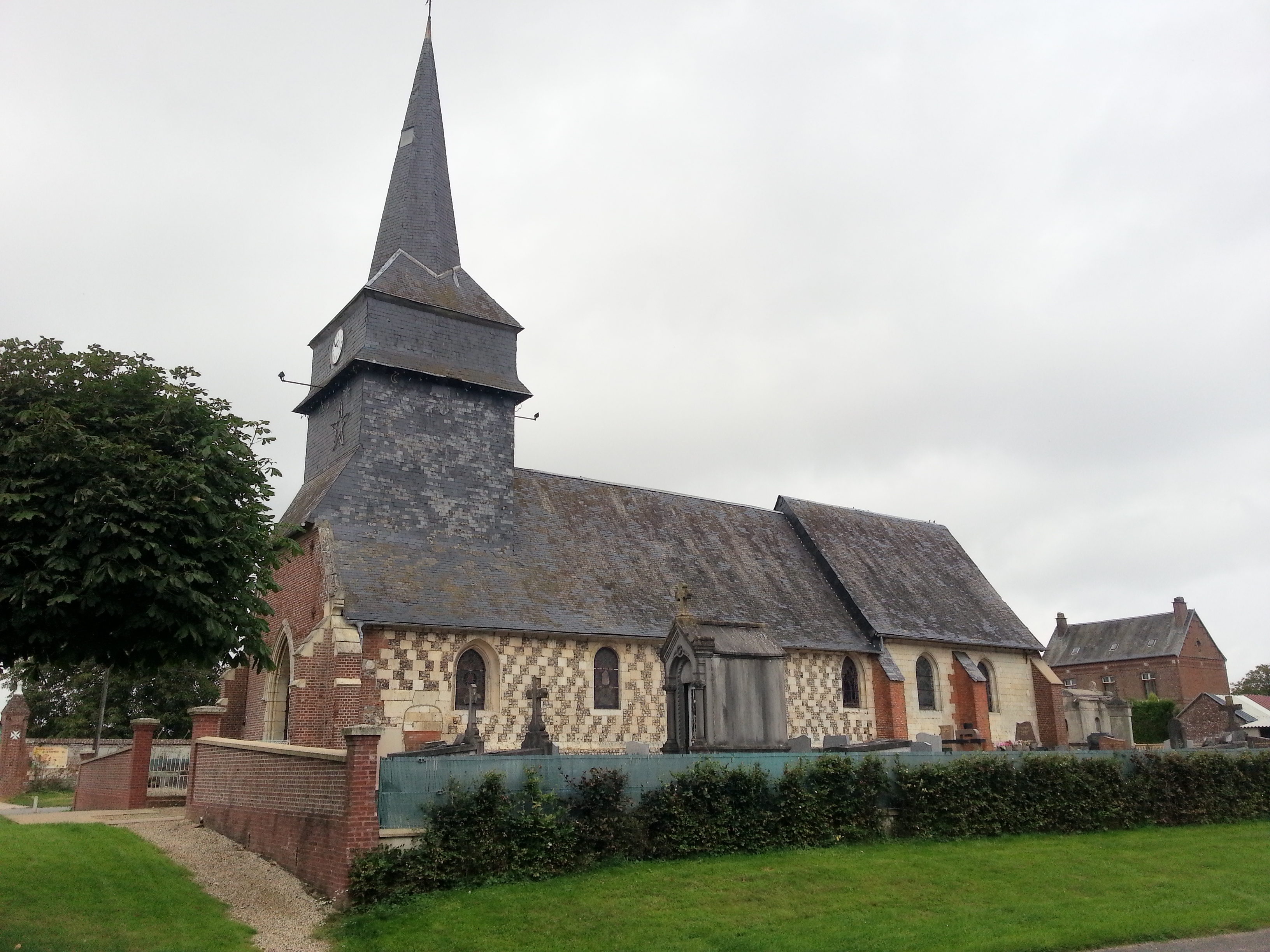
L'église Saint-Jean-Baptiste.
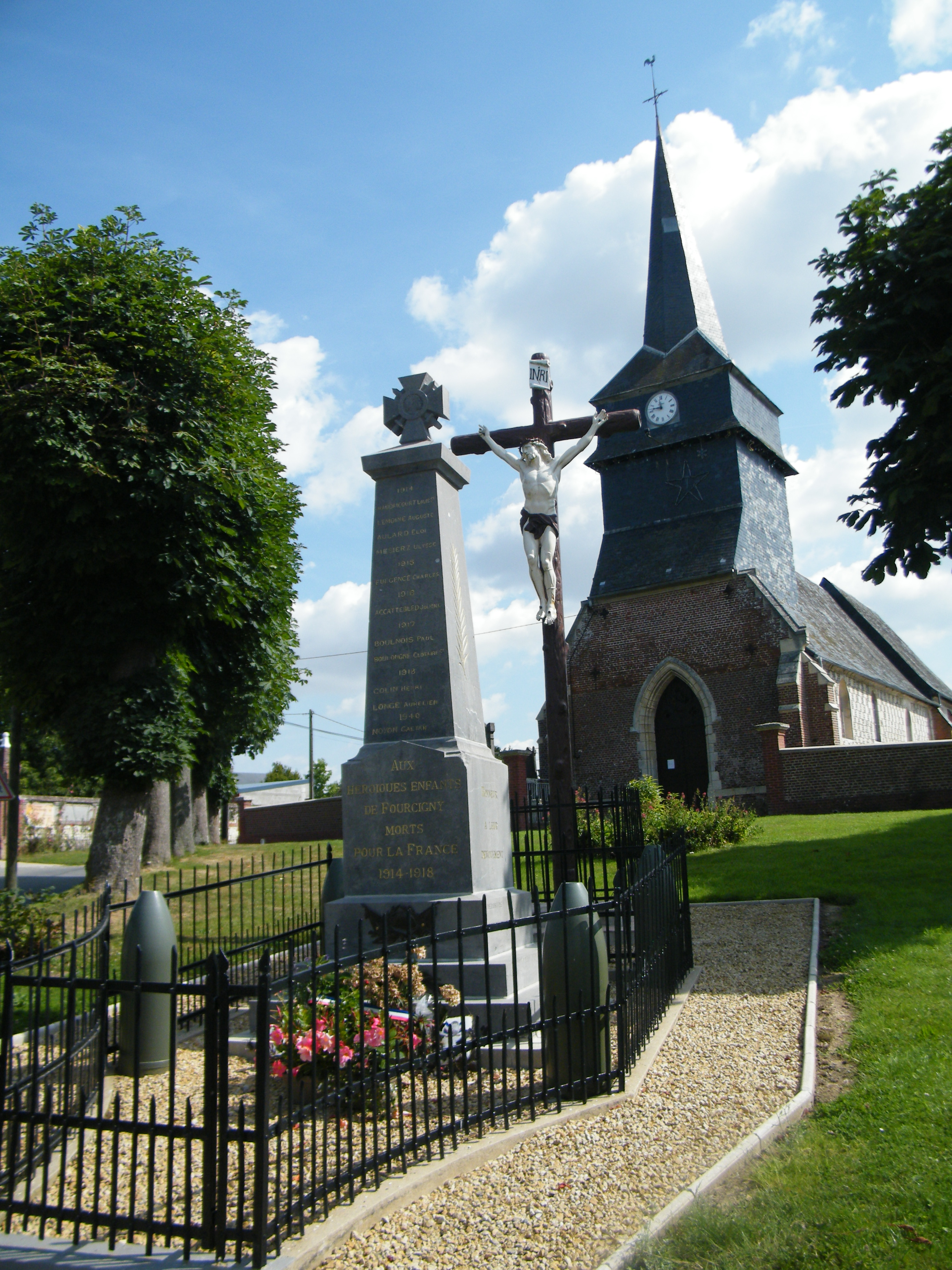
Monument aux morts.

### Héraldique
|  | Les armes de la commune se blasonnent ainsi : d'azur aux trois tours d'or. Ces armes sont issues de la famille De Fourcigny dont la dernière représentante se prénommait Péronnelle, elle disparait avant 1393 |

.